# Horminum
Horminum es un género monotípico de plantas con flores perteneciente a la familia Lamiaceae. Su única especie: Horminum pyrenaicum L., Sp. Pl.: 596 (1753), es originaria de las regiones montañosas de Europa, principalmente en los Alpes y Pirineos.

## Descripción
Es una planta que alcanza hasta 45 centímetros de alto. Las hojas se producen en rosetas, de 3 a 7 centímetros de largo y de 2 a 5 centímetros de ancho. Son ovadas, de color verde oscuro brillante, acolchadas y con un margen de dientes sin tapujos. Las flores  se producen en espirales, en la parte superior de los tallos. Presentan una coloración púrpura oscuro, con una morfología tubular o campanolada. Miden de 1,5 a 2 centímetros de largo. Su corola  está formada por dos labios.

## Distribución
Se trata de un género nativo de las laderas rocosas y praderas de los Pirineos y los Alpes de Europa occidental.
Se encuentra distribuida por Austria, Alemania. Suiza, Francia, España, Italia y Yugoslavia. 

## Sinonimia
- Melissa pyrenaica (L.) Scop., Ann. Hist. Nat.: 55 (1769).
- Pasina pyrenaea (L.) Bubani, Fl. Pyren. 1: 396 (1897).
- Thymus horminum E.H.L.Krause in J.Sturm, Deutschl. Fl., ed. 2, 11: 178 (1903).[1]

## Nombres comunes
- Castellano: hormino, toronjil de Roncesvalles.[2]